# گوین گدز
گوین گدز (انگلیسی: Gavin Geddes؛ زادهٔ ۷ اکتبر ۱۹۷۲) بازیکن فوتبال است.
از باشگاه‌هایی که در آن بازی کرده‌است می‌توان به باشگاه فوتبال برایتون اند هوو آلبیون اشاره کرد.